# Волобуев, Сергей Васильевич
Серге́й Васи́льевич Волобу́ев (27 октября 1972) — советский и российский футболист, защитник.

## Карьера
Воспитанник ставропольской футбольной школы. В «Сигнал» пришёл в 1990 году. Отыграв 2 года за клуб из Изобильного, перешёл в ставропольское «Динамо», которое после распада Советского Союза получило право выступать в Высшей лиге. В августе того же года был отдан в аренду «Динамо-АПК». В 1995 году начинал играть за «Черноморец» из Новороссийска, но летом перешёл в «Анжи». Далее играл в «Кубане» из города Славянск-на-Кубани и «Балаково». В 2000 году подписал контракт с «Реформацией», но, после того, как клуб был снят с первенства, перешёл во владивостокский «Луч».